# Benefeld
Benefeld ist ein Ortsteil der Stadt Walsrode im niedersächsischen Landkreis Heidekreis. In Benefeld leben 2232 Einwohner; die Gemarkung umfasst 2 km² (Stand 2008). Bis zum 31. Dezember 2019 war Benefeld ein Ortsteil der Gemeinde Bomlitz.

## Lage

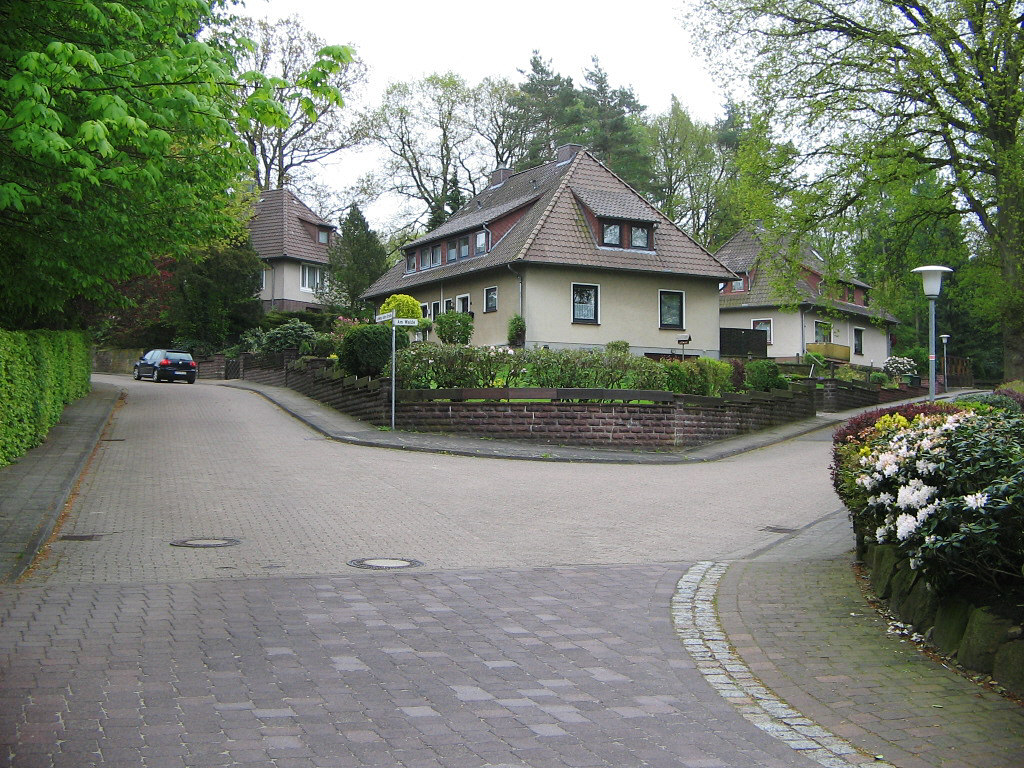
Wohnsiedlung am Hang des Warnautals

Benefeld liegt in der südwestlichen Lüneburger Heide im von recht engen Tälern gegliederten Naturraum der Fallingbosteler Lehmplatten, dem als Kulturraum annähernd die Heidmark entspricht. Benefeld bildet zusammen mit dem 1 km östlich liegenden Ort Bomlitz den zweipoligen Kern der ehemaligen Gemeinde Bomlitz. Die zusammenhängenden Wohngebiete des Ortes erstrecken sich über einen flachen Geländesattel zwischen den beiden größten Nebenflüssen der Böhme, der Bomlitz am Ostrand und der Warnau am Westrand. Die Siedlungen im Warnautal weisen ausgeprägte Hanglagen auf.
Baulich ist Benefeld durch eine klare Quartiersstruktur gekennzeichnet, die im Wesentlichen auf verschiedenartige Industriesiedlungen aus den 1940er Jahren zurückgeht. Am Sattelpunkt zwischen Bomlitz- und Warnautal hat sich ansatzweise ein Ortskern entwickelt. Die zusammenhängende Bebauung und die heutige Bevölkerungsstruktur sind mit dem starken Zuzug von Flüchtlingen und Vertriebenen nach dem Zweiten Weltkrieg entstanden.
Benachbarte Ortschaften sind – von Norden aus im Uhrzeigersinn – Jarlingen, Bommelsen, Kroge, Bomlitz, Uetzingen und Hünzingen (alle der Stadt Walsrode zugehörig).

## Infrastruktur
In Benefeld gibt es ein Bürgerhaus, wo für Vereinsarbeit und Veranstaltungen des kulturellen und gesellschaftlichen Lebens Räumlichkeiten zur Verfügung stehen, eine größere Seniorenwohnanlage, die katholische Heilig-Geist-Kirche und die Freie Waldorfschule Benefeld.
Benefeld liegt abseits des überregionalen Verkehrs. Die Bundesautobahn 27 verläuft 9 km entfernt südwestlich, die A 7 8 km entfernt südöstlich. Die von Dorfmark über Visselhövede nach Rotenburg (Wümme) führende Bundesstraße 440 verläuft nordöstlich, 3 km entfernt. Die Hauptachse des Ortes stellt die Kreisstraße 131 dar (Cordinger Straße), die hier Teil einer alternativen Straßenverbindung zwischen Walsrode und Soltau westlich der B 209 ist.
Bis 1991 war Benefeld über den Bahnhof Cordingen und die Haltepunkte Benefeld-Gleisdreieck und Kiebitzort an die Bahnstrecke Bomlitz–Walsrode angeschlossen, über die heute nur noch der Güterverkehr nach Bomlitz zum Industriepark Walsrode abgewickelt wird.

## Sehenswürdigkeiten

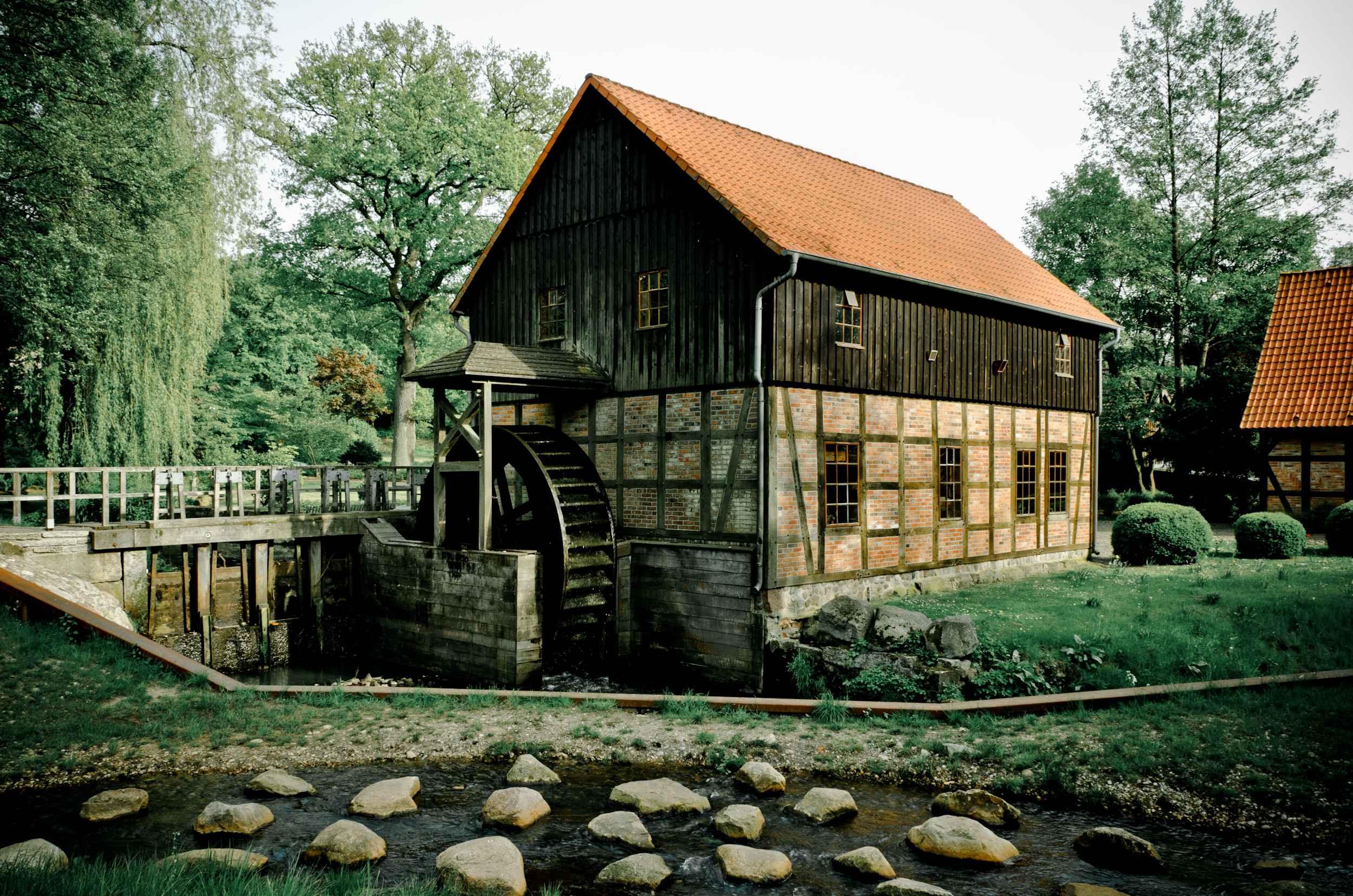
Die Cordinger Mühle an der Warnau

Im Warnautal liegt seit rund 600 Jahren die Cordinger Mühle, ein heute malerisches Mühlenensemble mit Müllerhaus, Backhaus und Teichanlagen. Die in den 1980er Jahren restaurierte Anlage gilt als eines der wertvollsten historischen Gebäude im Landkreis Heidekreis. Heute wird die Mühle für standesamtliche Trauungen der Gemeinde genutzt und für Feierlichkeiten vermietet.

## Geschichte
Der Ort Benefeld ist aus mehreren Industriesiedlungen und Arbeiterlagern zusammengewachsen und nach dem im Bomlitztal liegenden Hof Benefeld (Name vermutlich im Sinne von Gebeinefeld) benannt. Diese Siedlungen wurden nach 1935, im Zuge der Ausweitung der Bomlitzer Sprengstoffindustrie (Vorläuferin der heutigen Dow Wolff Cellulosics), auf der Gemarkung der damaligen Gemeinde Westerharl auf der bautechnisch günstigen, grundwasserfernen Hochfläche der Lohheide errichtet. Diese teils unterirdischen Werksanlagen der Eibia GmbH sind heute weitgehend eingeebnet und nun wieder Erholungsgebiet. Außer den Arbeiterlagern der Eibia befand sich in Benefeld im Herbst 1944 für sechs Wochen auch ein Außenlager mit ca. 750 Frauen aus dem KZ Bergen-Belsen.
Vom 1. Januar 1947 bis zum 30. Juni 1948 bestand in Benefeld eines der sechs Spruchgerichte der Britischen Besatzungszone, das insgesamt rund 2300 Strafverfahren abwickelte. Nach dem Krieg wurde der frei gewordene Wohnraum in den Industriesiedlungen von den zahlreichen Vertriebenen und Flüchtlingen genutzt. Über 4000 Menschen, deutlich mehr als in Bomlitz, lebten damals in Benefeld.
Im Jahr 1952 löste sich Benefeld aus dem Kommunalverband mit Westerharl und wurde eine eigenständige Gemeinde. Im Jahr 1968 wurden Benefeld, Bomlitz, Borg (mit Cordingen) und Uetzingen zu einer neuen Gemeinde Bomlitz zusammengeschlossen. Ab dem 1. März 1974 war Benefeld eine von inzwischen acht Ortschaften der Gemeinde Bomlitz. Die Gemeinde Bomlitz mit ihren Ortsteilen wurde am 1. Januar 2020 nach Walsrode eingemeindet.